# Sydafrikas flag
Det sydafrikanske flag består af to lige brede vandrette bånd – det øverste rødt, det nederste blåt – adskilt af et centralt grønt bånd, der til venstre opsplittes i et vandretliggende Y hvis arme ender i stangsidens hjørner. Y'et omfavner en sort ligebenet trekant, adskilt af et smalt gult bånd. De røde og blå bånd er adskilt fra det grønne bånd og dets forgreninger af smalle hvide bånd.
- Flag 1910-1928
- Flag 1928-1994
- Orlogsflag
- Luftvåbens flag

| Flag | Spire Denne artikel om flag eller vexillologi er en spire som bør udbygges. Du er velkommen til at hjælpe Wikipedia ved at udvide den. |